# Schloss Knauthain
Das Schloss Knauthain ist ein Schloss in Knauthain, heute Stadtteil von Leipzig, das stilistisch der Übergangszeit von der Architektur der Renaissance zum Barock zuzurechnen ist. Es steht als Einzeldenkmal
und zusammen mit dem Rittergut Knauthain als Sachgesamtheit unter Denkmalschutz.

## Beschreibung
Das Schloss befindet sich etwas außerhalb der Ortslage am Ende der Ritter-Pflugk-Straße in einem Schlosspark, der den Charakter eines ausgedehnten Landschaftsparks hat. Es ragt steil auf, hat breite, kräftige, von Dreiecksgiebeln überfangene Risalite an den Längsfronten. Die Sockelzone mit Vorder- und Rückterrassen ist vergleichsweise hoch, darüber schließen sich zwei Hauptgeschosse, ein Mezzaningeschoss und ein Mansarddach an. Der Grundriss ist H-förmig, im Mittelteil liegen das Treppenhaus und große Räume. Seit dem Mittelalter befand sich eine Wasserburg am Standort, die um 1700 mit dem heutigen Schloss überbaut wurde. Der Graben ist nicht mehr erhalten. Schutz als Bodendenkmal besteht seit 1936, er wurde 1958 erneuert.

## Inschrift
Über dem Eingang gibt folgende Inschrift, eingelassen in eine Tafel aus Rochlitzer Porphyr, über die Entstehung des Schlosses Auskunft in lateinischer Sprache:

„DOMINVS CAROLVS HILDEBRANDVS DE DIESKAV, CNAVTHAINIAE SICVTI ET MINORIS TSCHOCHERAE AT QUE COSPVDI ETIAM DOMINVS E HAEREDIDATIS PER ANAGRAMMA OMNIO ISTHIG DILANTANDVS EST QUI HASAEDES CVRAVIT, HAS RECTE ADORNAVIT DOMINVS HAEC FIAT AVCTIOR, SIT PER MVNDVM IN DIES HAEC CELEBRIOR. VIVAT! SIT FELIX! VIREAT FUNDATOR! ET AEDES. HAS SERVET NEC NON PROTEGAT VSQVE DEVS.“

Die Übersetzung lautet sinngemäß:

„Carl Hildebrand, Herr von Dieskau, zufolge Erbschaft auch Herr von Knauthain, Kleinzschocher und Cospuden, muss vor der Welt besonders gerühmt werden; er, der diese Haus erbaute und gehörig ausgeziert hat, ist der Begründer dieses Besitzes gewesen. Ihm sei täglich gehuldigt. Er möge leben! Er soll glücklich sein. Den Ahnherrn mögen seine Kräfte nicht verlassen. Er möge sein Haus bewahren, und auch Gott möge es stets beschützen.“

## Baugeschichte

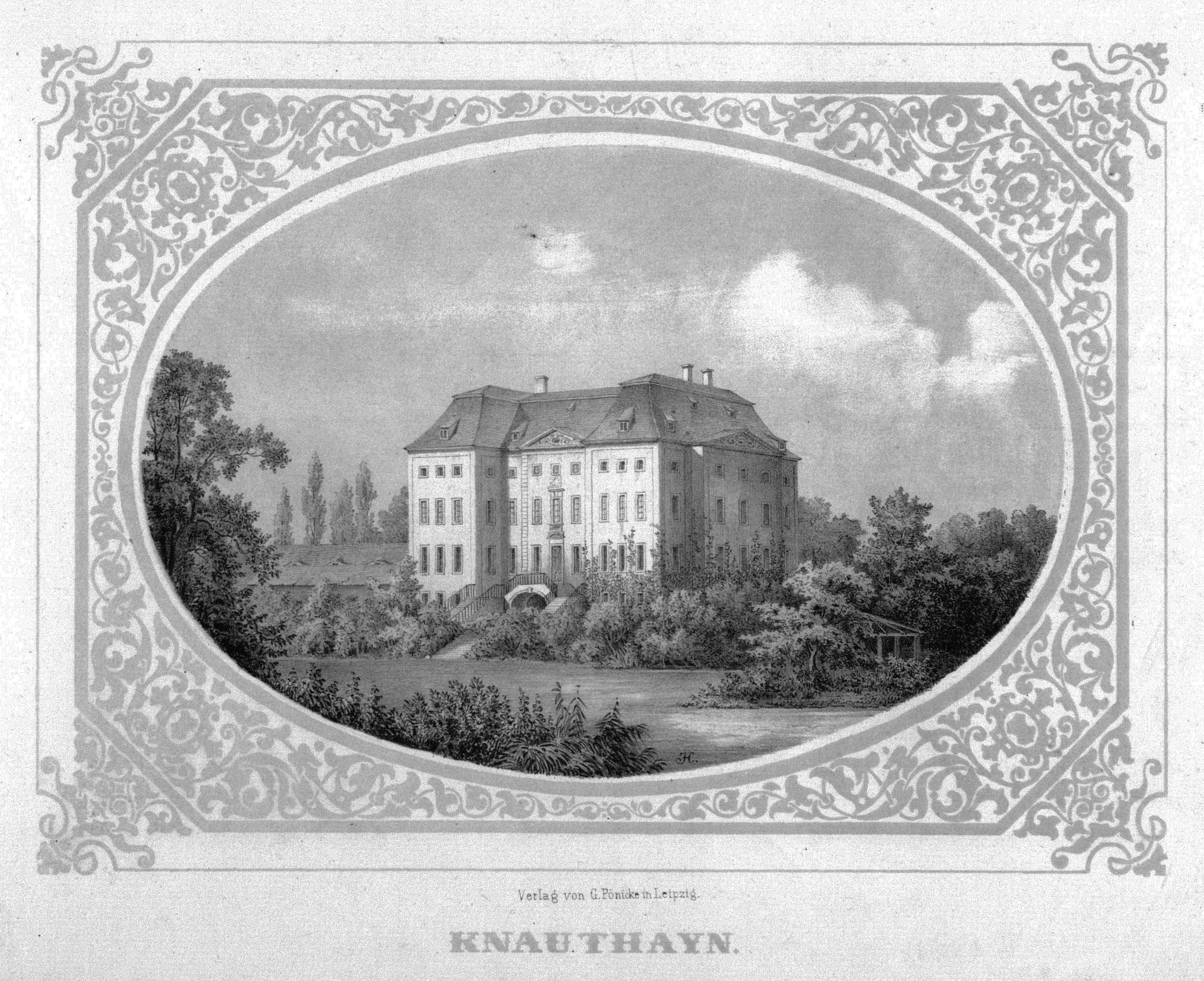
Schloss Knauthayn (1854)

Die Angaben über die Bauzeit des heutigen Schlosses bewegen sich zwischen 1698 und 1705. Es wurde für Carl Hildebrand von Dieskau nach Bauplänen des sächsischen Landesbaumeisters David Schatz errichtet. Weitere Bauphasen folgten 1868, als das Schloss für seinen Besitzer Karl Adolf Graf von Hohenthal und Bergen ohne große äußeren Veränderungen umgebaut wurde, 1937/38 mit einem Umbau zur Schule und 2008 denkmalgerecht für einen Firmensitz. Beim Umbau zur Schule erfolgte vermutlich auch der Abbruch der zweiarmigen Treppenanlage an der Parkseite.

## Besitzer
Besitzer waren nacheinander die Ritter Knaut (1326 erwähnt) und Pflugk (1349 Besitzwechsel), die Adelsgeschlechter von Schönberg (1558 durch Einheirat), von Dieskau (1591 käuflich erworben) und von Hohenthal (1766 käuflich erworben). 1936 kaufte die Stadt Leipzig das Schloss. Es wurde ihr 1992 von der Treuhandanstalt aus Volkseigentum zurückübertragen, bevor sie es 2008 verkaufte. Es diente von 2009 bis 2024 als Firmensitz mehrerer Software-Firmen. Ein Teil des Rittergutes wurde an ein Reitgestüt verkauft, ein weiterer Teil an einen ökologischen Landwirt.

## Bilder

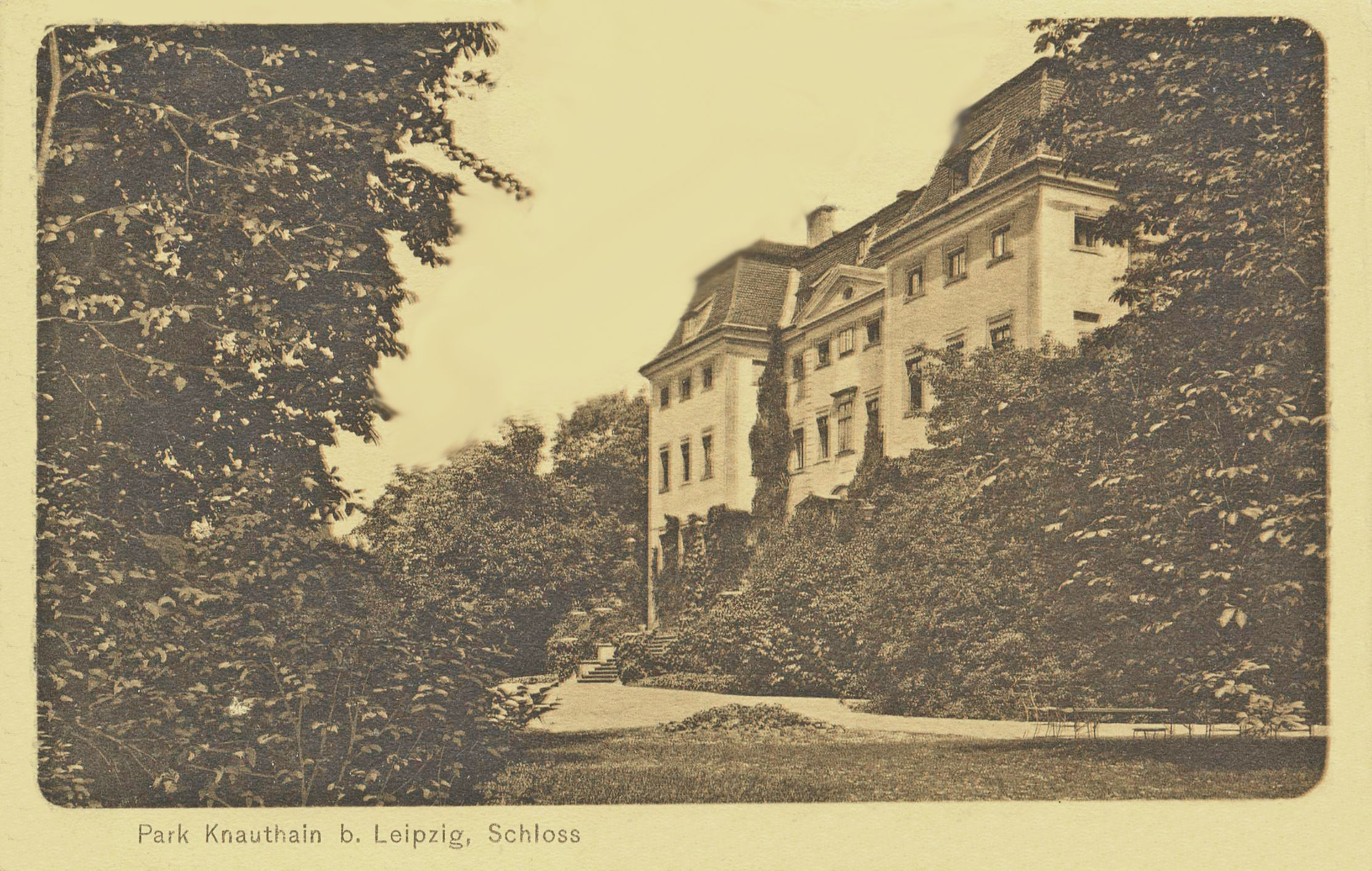
Schloss Knauthain auf einer Ansichtskarte (1908)
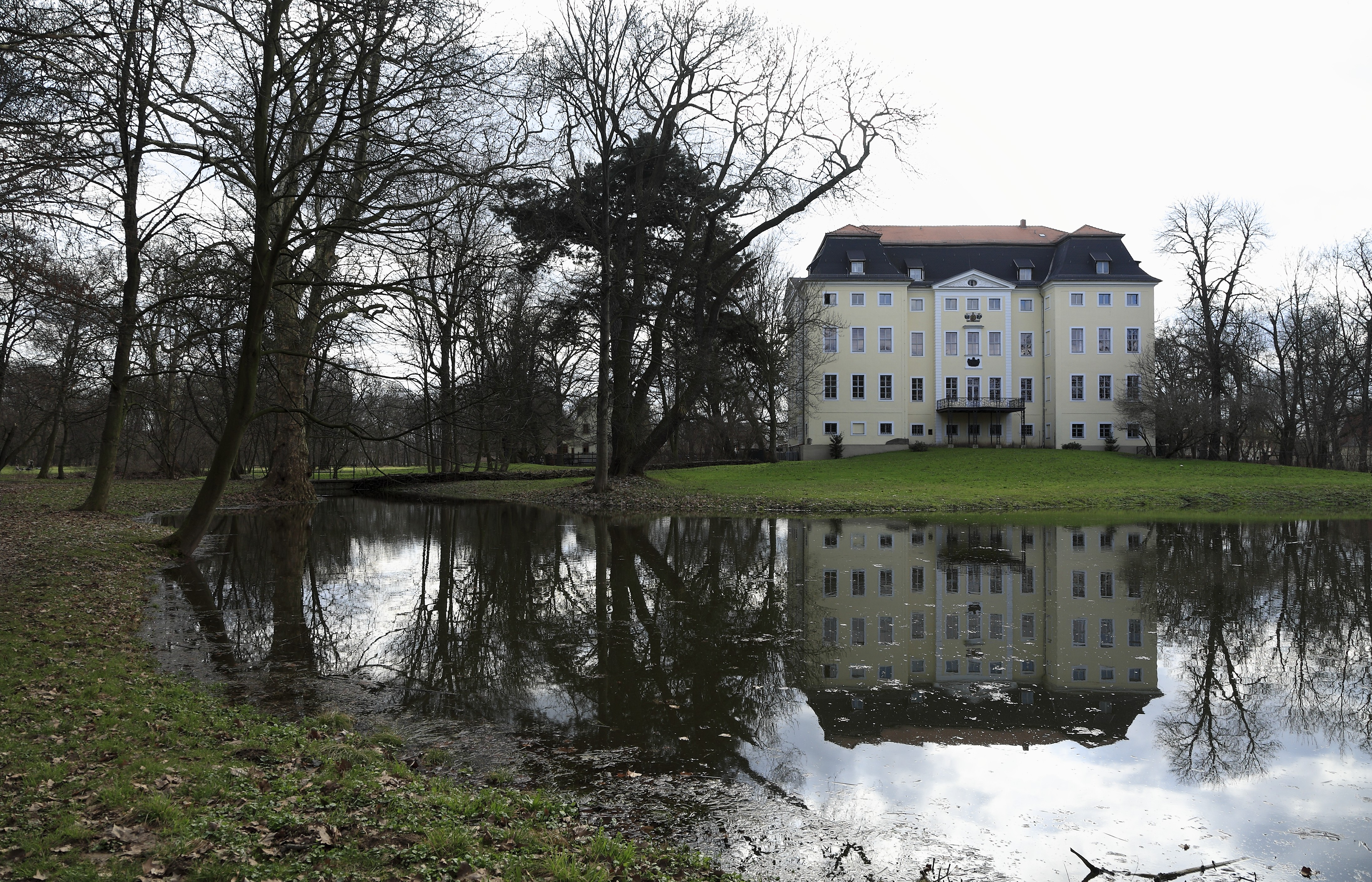
Lage des Schlosses im Park (2013)
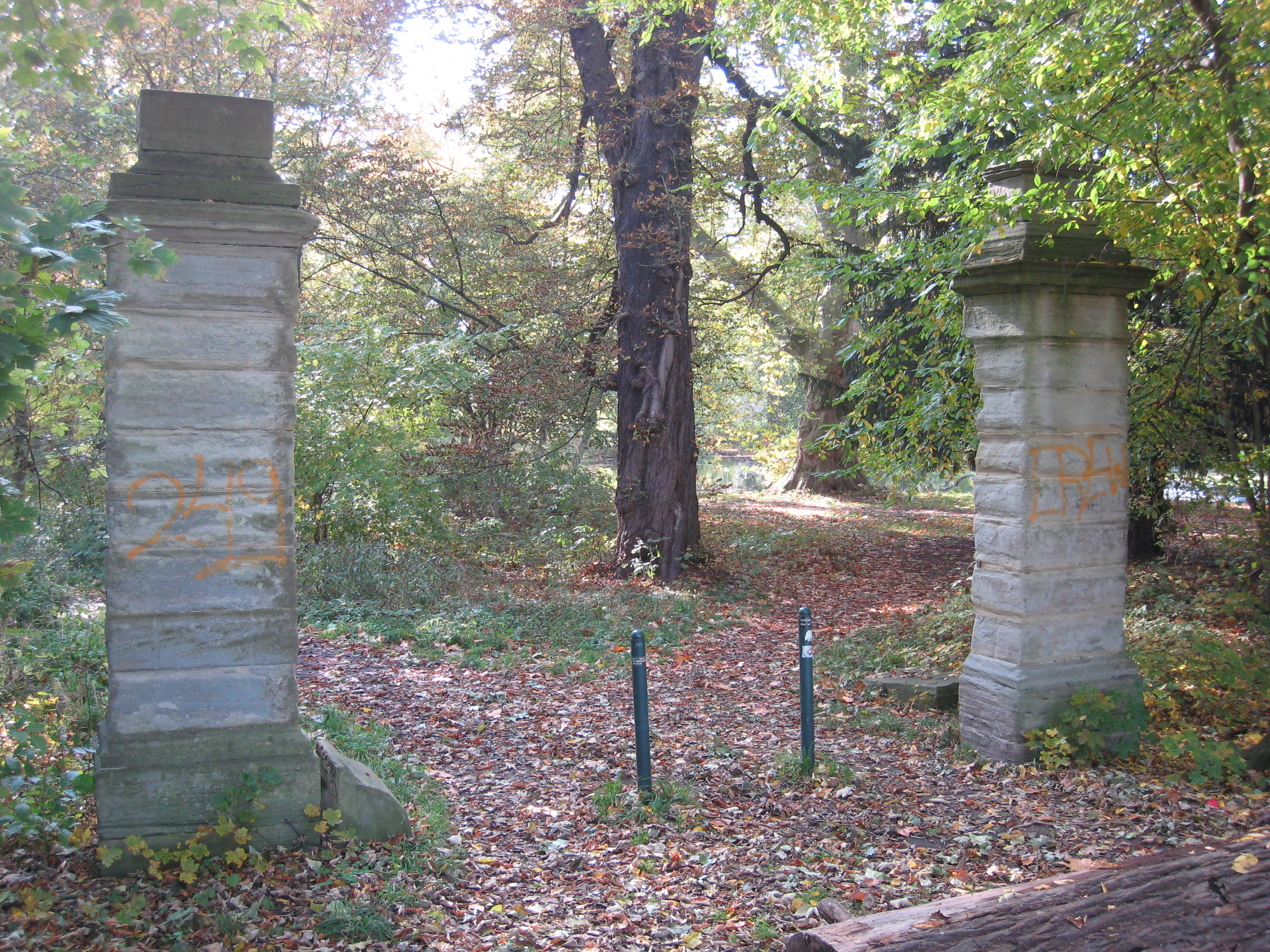
Eingang in den Park (2021)
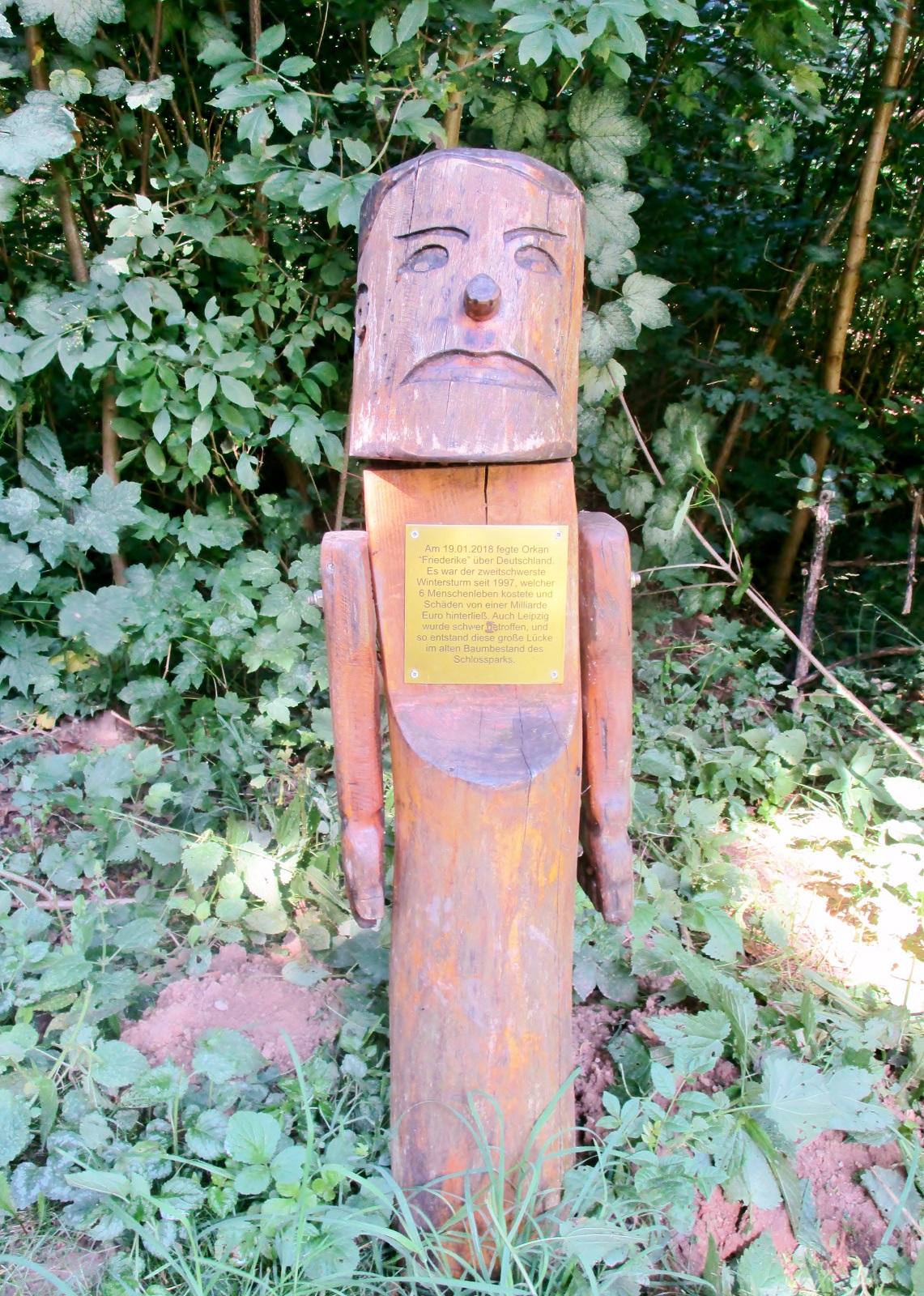
Station des Naturlehrpfads am Schloss Knauthain (2024)
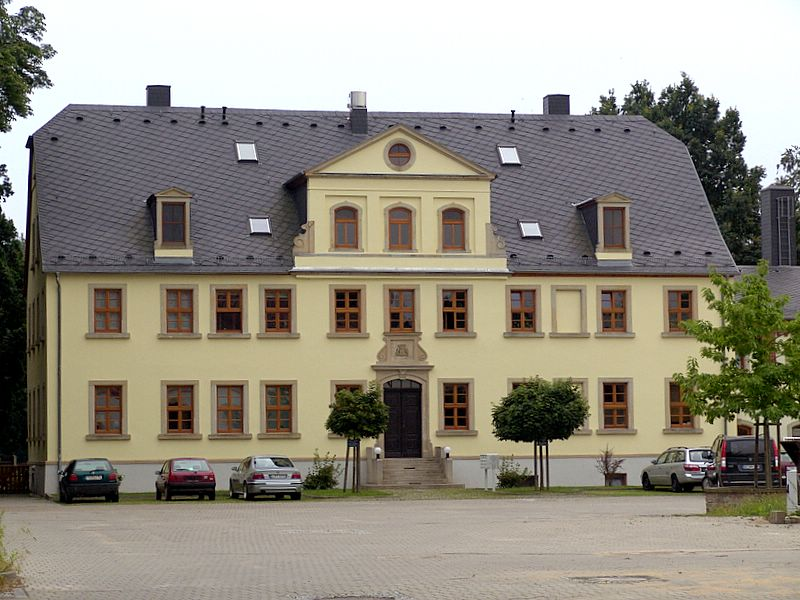
Herrenhaus des Rittergutes (2006)

## Naturlehrpfad
Im Gegensatz zum Schloss ist der Park für die Öffentlichkeit zugänglich. Es gibt einen rund 4 Kilometer langen Naturlehrpfad mit Erklärtafeln.